# Anemone trifolia subsp. albida
Anemone trifolia subsp. albida é uma subespécie de planta com flor pertencente à família Ranunculaceae. 
A autoridade científica da subespécie é (Mariz) Ulbr., tendo sido publicada em Bot. Jahrb. Syst. 37: 220 (1905).
Os seus nomes comuns são anémona-dos-bosques, erva-sanguinária ou flor-de-vento.

## Portugal
Trata-se de uma subespécie presente no território português, nomeadamente em Portugal Continental.
Em termos de naturalidade é endémica da Península Ibérica.

## Protecção
Não se encontra protegida por legislação portuguesa ou da Comunidade Europeia.